# Gerard McSorley
Gerard McSorley, właśc. Gearóid Mac Somhairle (ur. 1 stycznia 1950 w Omagh) – irlandzki aktor filmowy, teatralny i telewizyjny.

## Filmografia
- S.O.S. Titanic (1979) jako Martin Gallagher
- Angel (1982) jako Asystent
- Easter 2016 (1982) jako John Bingham
- Taffin (1988) jako Ed
- Act of Betrayal (1988) jako Brendon
- W imię ojca (In the Name of the Father, 1993) jako Detektyw Pavis
- Wdowy (Widows' Peak, 1994) jako Gaffney
- Words Upon the Window Pane (1994) jako Abraham Johnson
- Nieprawdopodobna historia (Awfully Big Adventure, An, 1995) jako George
- Braveheart. Waleczne serce (Braveheart, 1995) jako Cheltham
- Moondance (1995) jako Fr. McGrath
- Nothing Personal (1995) jako Cecil
- The Hanging Gale (1995) jako Coulter
- Runway One (1995) jako Manning
- Kidnapped (1995) jako Shuan
- The Governor (1995-1996) jako Harry Reynolds
- Michael Collins (1996) jako Cathal Brugha
- Spirala przemocy (Some mother's Son, 1996) jako Ojciec Daly
- Bokser (The Boxer, 1997) jako Harry
- Pocałunek węża (The Serpent's Kiss, 1997)
- Chłopak rzeźnika (The Butcher Boy, 1997) jako Psychiatra
- Reguły gry (Making the Cut, 1998)
- Taniec ulotnych marzeń (Dancing at Lughnasa, 1998) jako Narrator (głos)
- Vicious Circle (1999) jako Crowley
- Agnes Browne (1999) jako pan Aherne
- Podróż Felicji (Felicia's Journey, 1999) jako Ojciec Felicji
- Prochy Angeli (Angela's Ashes, 1999) jako Ojciec Gregory
- Przyzwoity przestępca (Ordinary Decent Criminal, 2000) jako Harrison
- Nad przepaścią (On the Edge, 2001) jako ojciec Rachel
- Krwawa niedziela (Bloody Sunday, 2002) jako Lagan
- Fergus's Wedding (2002) jako Ojciec Kieran
- Veronica Guerin (2003) jako John Gilligan
- Dead Bodies (2003) jako Gordon Ellis
- Omagh (2004) jako Michael Gallagher
- Ja w środku tańczę (2004) jako Fergus Connolly
- Wierny ogrodnik (The Constant Gardener, 2005) jako Sir Kenneth Curtiss
- The Front Line (2006) jako Detektyw Insp. Harbison
- Middletown  (2006) jako Bill Hunter
- Dynastia Tudorów (The Tudors, 2009) jako Robert Aske